# مون سونگ-مین
مون سونگ-مین (به انگلیسی: Moon Sung-Min) (زاده ۱۴ سپتامبر ۱۹۸۶) بازیکن تیم ملی والیبال مردان کره جنوبی است. سونگ مین یکی از بازیکنان کلیدی کره جنوبی است.